# Grontmij

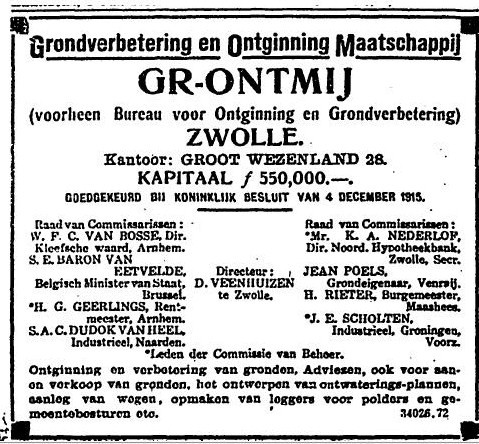
Publicité pour Grontmij dans le NRC Handelsblad du 8 juillet 1916.

Grontmij est un bureau d'études et de conseil en ingénierie néerlandais, fondé en 1915 à Zwolle par Doedo Veenhuizen. Deux ans plus tard, le bureau d'études devient une société par actions.

## Histoire
Initialement, le bureau d'études se spécialise dans la valorisation des friches non cultivées et dans la lutte contre les inondations. C'est à cette époque que la société prend le nom de Grontmij, acronyme  de GRondverbetering- en ONTginningMaatschappIJ (Société - Maatshappij - pour l'Amélioration - Verbetering - et la Valorisation - Ontginning - des Terres - Grond).
En 2006, Grontmij rachète le plus gros bureau d'études scandinave Carl Bro. Avec un chiffre d'affaires de 846 millions d'euros et environ 8 000 personnes, Grontmij devient alors le cinquième plus gros bureau d'études européen (quant au chiffre d'affaires). En août 2010, la politique d'investissement de Grontmij lui fait racheter le bureau d'études français Ginger Groupe (lui-même issu de la privatisation du CEBTP), lui adjoignant ainsi une filiale française comptant plus de 3 000 personnes.
La marque Ginger disparaît temporairement le 26 avril 2013, la société étant rebaptisée Grontmij France. La volonté annoncée de sa direction est de développer en France son activité en infrastructures de transports et en développement durable, mais également de développer son activité à l'export — Algérie, Tunisie, Arabie saoudite, Russie — où Ginger était déjà implantée. De nouvelles acquisitions sont en outre envisagées par Grontmij à partir de septembre 2013. Cependant, le 16 juillet 2013, Grontmij annonce la cession de son activité française de sondages et contrôles géotechniques et dans le bâtiment à un groupement d'investisseurs constitué de Siparex, Bpifrance Investissement, Cathay Capital et BNP Paribas Développement,, lesquels reprennent à leur compte les marques Ginger et CEBTP.
Grontmij revend finalement le reste de ses activités françaises à l'homme d'affaires Rafi Kouyoumdjian, dans le contexte d'une offre d'achat amicale faite sur l'ensemble du groupe Grontmij par le suédois Sweco. L'entreprise ainsi créée prend le nom d'Oteis.

## Activité
Actuellement, la société est active dans les domaines de la construction, des infrastructures, de l'environnement, de l'écologie, de l'archéologie, de l'eau, de l'industrie et de l'énergie. En termes de personnel, Grontmij est le troisième bureau d'études d'ingénierie des Pays-Bas. Grontmij est organisé de manière décentralisé, avec de nombreuses implantations régionales. Son siège est basé à De Bilt. En Belgique, Grontmij s'est d'abord implanté sous le nom de Belgroma, où il participe entre autres au sein du Tijdelijke Vereniging SAM à la réalisation de la liaison Oosterweel au sein du Plan Directeur d'Anvers. Par la suite, Grontmij s'est agrandi en s'implantant ou en rachetant des bureaux d'études locaux dans de nombreux pays européens, dont le Danemark, l'Allemagne, la Suède, le Royaume-Uni, l'Irlande et la Pologne.

## Chiffre d'affaires et résultat
| Année | Chiffre d'affaires (M€) | Résultat net (M€) |
| ----- | ----------------------- | ----------------- |
| 2010  | 921,7                   | 17,3              |
| 2009  | 799,8                   | 20,4              |
| 2008  | 844,5                   | 38,8              |
| 2007  | 768,0                   | 32,7              |
| 2006  | 533,9                   | 22,1              |
| 2005  | 435,2                   | 13,2              |
| 2004  | 472,9                   | 11,4              |
| 2003  | 481,5                   | 4,9               |
| 2002  | 495,3                   | 13,9              |